# Zuster Marie Chrysostoma

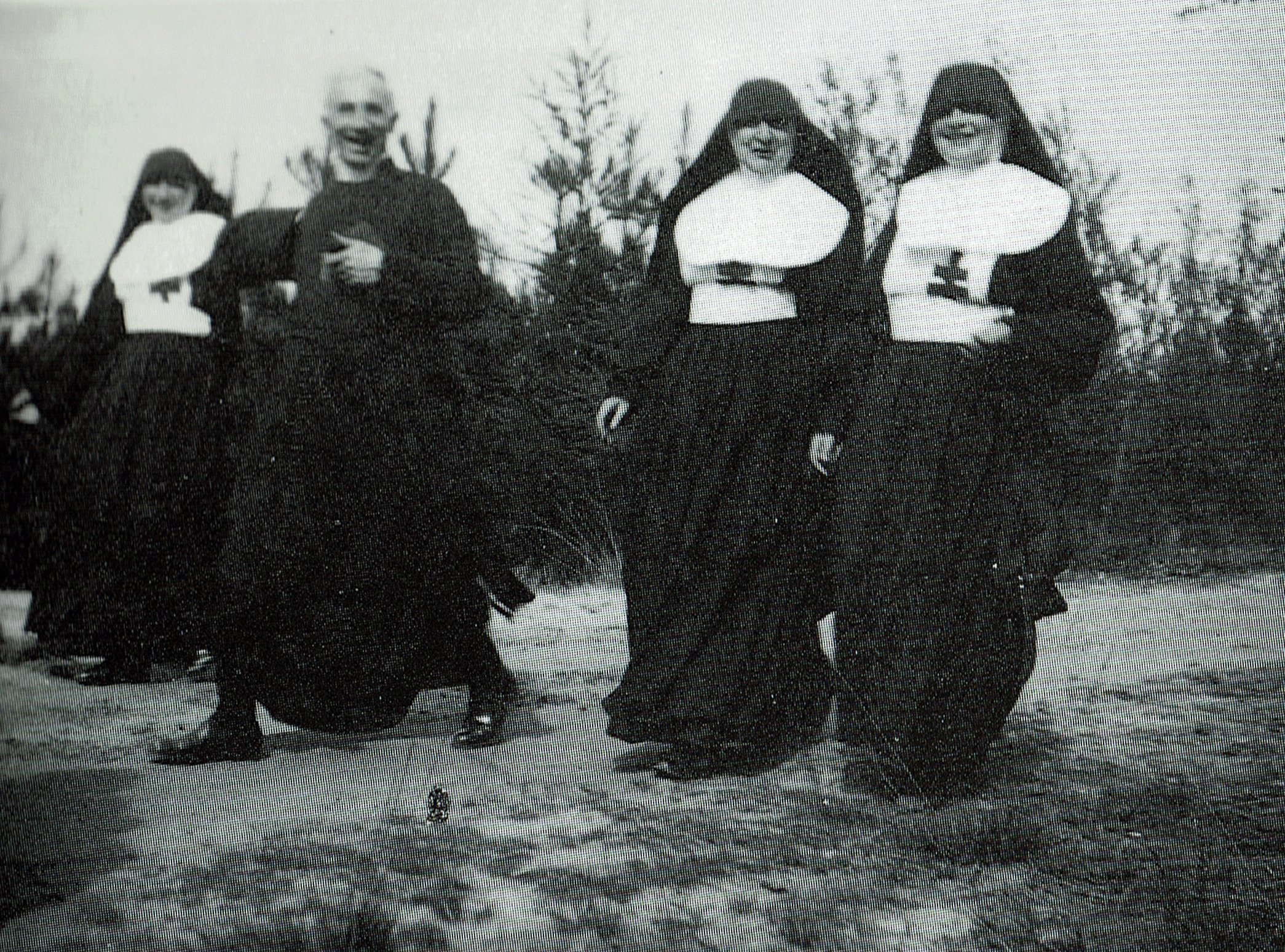
Zuster Marie Chrysostoma met E.H. Otten en twee medezusters (1934)

Zuster Marie Chrysostoma Verborgh (Kortrijk, 28 oktober 1901 — Turnhout, 30 oktober 1978) werd geboren als Maria Catharina Josepha Verborgh. Zij werd kloosterzuster en lerares sierkunsten in het Heilig Grafinstituut in Turnhout.

## Het Heilig Graf in Turnhout

### Geschiedenis
Op 5 oktober 1662 arriveerden de eerste Reguliere Kanunnikessen van het Heilig Graf in Turnhout. Na een opheffing door de Fransen (1798), werd priorij Jeruzalem in 1826 heropgericht in de Patersstraat. Al van bij de oprichting bestond het apostolaat van de zusters vooral uit onderwijs en opvoeding. Vooral sinds de laatste decennia van de 19e eeuw werd daarbij steeds nadrukkelijker de weg gekozen van de emancipatie van meisjes en vrouwen. Ook de aandacht voor kunst en cultuur zou in de loop der jaren sterk vergroten.

### Onderwijs en emancipatie
Het middelbaar onderwijs in Vlaanderen was begin 20e eeuw nog eentalig Frans. Omdat dit het studeren voor velen nodeloos bemoeilijkte, vormden de zusters hun instituut tussen 1905 en 1911 om tot de eerste Nederlandstalige secundaire meisjesschool in Vlaanderen. Vooral Zuster Maria Jozefa (geboren als Henriëtte Haeck, directeur sinds 1906) was hierachter de drijvende kracht. Ondanks de afgelegen ligging in het noorden van de Kempen, verwierf het instituut nationale bekendheid waardoor het aantal leerlingen op korte enkele jaren fors toenam. Daarnaast waren er ook meer intredes.
Om tegemoet te komen aan de verschillende interesses en talenten van de studenten, maakte Z.M. Jozefa werk van een sterke verbreding van het studieaanbod. Na o.a. de middelbare normaalschool (1911) en de lagere normaalschool (1915), volgde in 1918 ook een klassieke humaniora.
Om tegemoet te komen aan de toenemende vraag naar geschoolde arbeidskrachten, richtten de zusters in 1926 ook een beroepsschool op (die later naar technische school evolueerde). De afdelingen bij de opstart waren linnennaad, coupe en confectie, decoratief tekenen en handel.

### Aandacht voor kunst en cultuur
Toen Z.M. Jozefa in 1927 naar Nijmegen verhuisde, werd zij in Turnhout opgevolgd door Z.M. Beata Brabants (beter gekend onder haar bijnaam Piot). Net als haar voorgangster had zij een bijzondere aandacht voor kunst en cultuur. Op vraag van enkele nijveraars in de stad besloot zij om in de beroepsschool ook een artistieke opleiding aan te bieden. In een stad die al vele decennia gekend was voor de grafische industrie, bood deze sowieso kansen.
Meteen werden twee zusters die reeds een ander diploma hadden naar Brussel gestuurd om er ook beroepslerares in de Sierkunsten te worden. Z.M. Chrysostoma en Z.M. Raineldis (Maria De Meulder, 1900-1992) studeerden beiden af met grootste onderscheiding. Naast deze vroege boegbeelden van de opleiding had ook Z.M. Virginia (Paula Haeck, zus van Z.M. Jozefa) een serieus aandeel in de oprichting (1930).
Bij de start bestond de opleiding Sierkunsten uit vier studiejaren, waaraan nog twee normaaljaren gekoppeld konden worden, waarna de gestudeerde discipline ook in het onderwijs uitgeoefend mocht worden. De eerste beroepsleraressen sierkunsten van het Heilig Graf studeerden af in 1935.

### Van decoratief tekenen tot Kunst & Creatie
In de lange periode dat Z.M. Beata directeur van de Heilig Grafscholen was (1927-1969), werden tal van evenementen georganiseerd: tentoonstellingen, grootse toneelopvoeringen, ‘feest voor de meesteressen’, ‘feest voor Moeder priorin’ enzovoort. Decors, kostuums, maar ook aanplakbrieven (posters) en ander drukwerk werden doorgaans in eigen huis ontworpen en dienden als leerschool voor afdelingen zoals ‘de coupe’ en ‘decoratief’ (of ‘sierkunsten’).
Nog voor 1960 is ‘Sierkunsten’ een afdeling binnen de technische school geworden. De normaalopleiding ging verder onder de naam ‘Plastische kunsten’.
Van 1970 tot 1989 maakte het Heilig Graf Turnhout deel uit van het vernieuwd secundair onderwijs (vso), waarbinnen de school verschillende artistieke keuzerichtingen voorzag. In 1984-85 werden alle Heilig Grafscholen gemengd.
Vanaf het derde jaar secundair biedt het Heilig Grafinstituut naast aso, tso en bso nog steeds de onderwijsvorm kso (kunstsecundair onderwijs) aan, met een afdeling beeldende kunsten en een afdeling woordkunst-drama.

## Zuster Marie Chrysostoma

### Beknopte biografie
Op 16 april 1922 was Maria Verborgh als postulante ingetreden bij de kanunnikessen van het Heilig Graf in Turnhout; op 22 februari 1924 werd zij er geprofest. Haar volledige kloosternaam luidde Zuster Marie Chrysostoma van het Heilig Hart van Jezus.
Soms werd het prefix Z.M. voor haar naam vervangen door Sma; dit was zo bij alle koorzusters van het Heilig Graf Turnhout. Sma was een samentrekking van Soeur Marie (Frans voor Zuster Marie). Begin jaren 1960 werd het onderscheid tussen koor- en lekenzusters opgeheven, maar in de volksmond bleef men de oudere zusters met Sma aanspreken (bijv. Sma Chrysostoma).
Z.M. Chrysostoma zou haar hele loopbaan ‘op tekenzaal’ blijven werken. Generaties leerlingen hebben onder haar hoede de beginselen van het vak geleerd.
Na haar pensionering bleef zij zich – zoals voorheen – voor verschillende noodlijdenden inzetten, zoals melaatsen, rugzakpriesters en gevangenen.
Z.M. Chrysostoma overleed onverwacht in de priorij van Turnhout, op 30 oktober 1978.

### Werken van Z.M. Chrysostoma

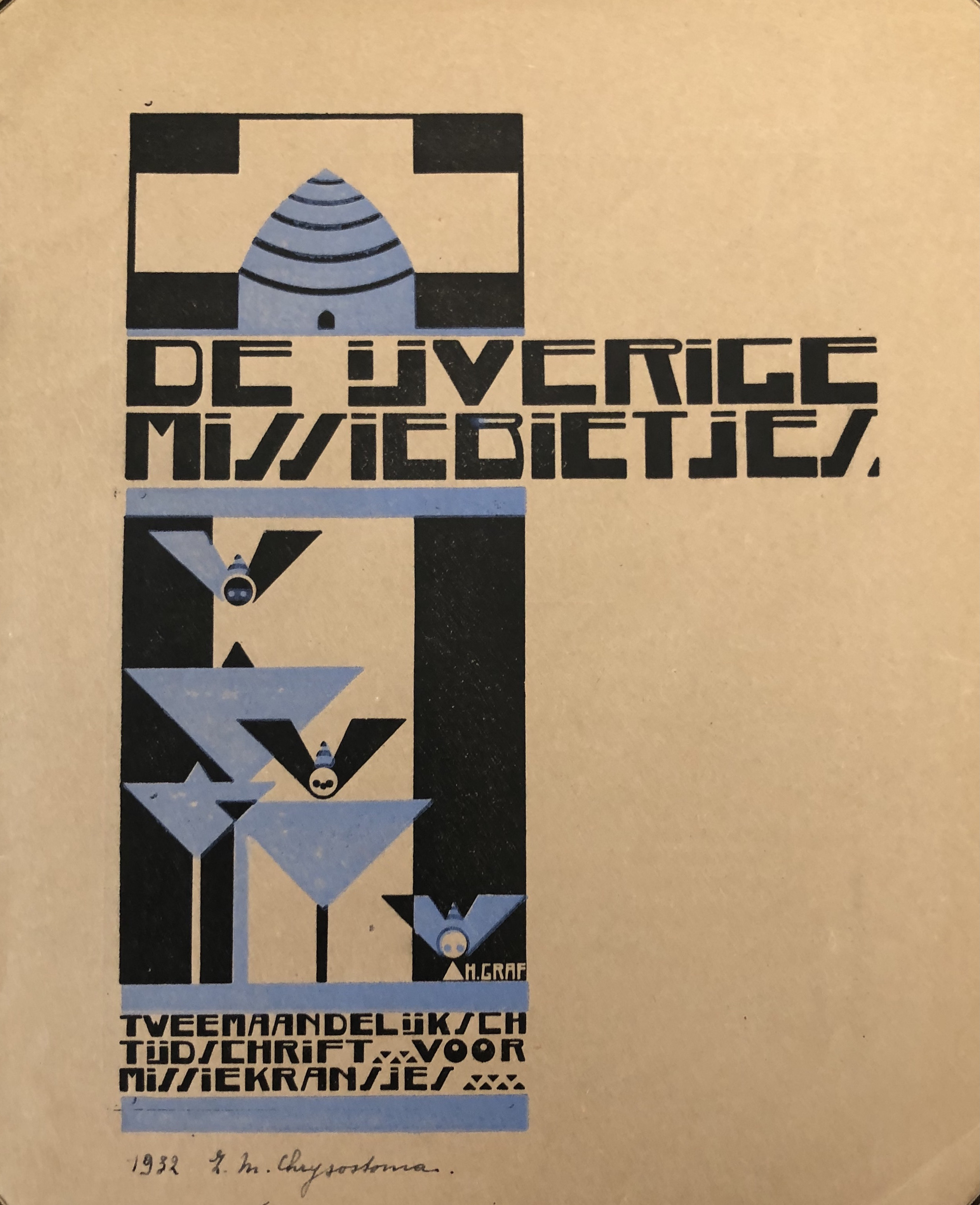
Ontwerp omslag "ijverige missiebietjes"

Zoals ook haar oud-leerlingen in verschillende disciplines terecht zouden komen, zo was ook het eigen werk van Z.M. Chrysostoma erg divers. Onderstaande lijst werd grotendeels gebaseerd op de map met haar ontwerpen uit de jaren 1930-40 (bewaard bij KADOC KU Leuven), maar is verre van volledig.
- Ontwerp liturgische gewaden.
- Ontwerp medicijnverpakkingen voor de ‘NV Produkten Richter’ (opgericht door de Turnhoutse dokter Constant Janssen, vader van de bekende farmacoloog dokter Paul Janssen, op zijn beurt oprichter van Janssen Pharmaceutica).
- Ontwerp verschillende boek- en tijdschriftencovers.
- Ontwerp diploma’s, logo’s e.a. voor de scholen en het klooster van het Heilig Graf.
- Panorama van de priorij en de school van het Heilig Graf in de Turnhoutse Patersstraat (1948).
- Ontwerp koperen paaskandelaar voor de Sint-Lutgardiskerk, Tongeren (1956).
- Mozaïek De bazuinende engelen voor de Kerk van de Verrezen Christus in Turnhout (1958, momenteel onder een valse wand verborgen).

## Enkele andere artistieke zusters uit priorij Jeruzalem
Naast Z.M. Chrysostoma waren er nog zusters met een artistieke aanleg of opleiding. De meesten kwamen vroeg of laat voor de klas te staan in een van de afdelingen van de school.
- Z.M. Virginia (Paula Haeck, 1891-1954): schilderkunst, kopiiste van middeleeuwse kunst.
- Z.M. Augustina (Wilhelmina Laporta, 1903-1987): schilderkunst, glaskunst.
- Z.M. Ange Druet (Simonne Druet, 1915-1970): o.a. glaskunst, bijv. de reeks Heilsgeschiedenis (1958) in de Kerk van de Verrezen Christus, Turnhout en de kapelramen van het Institut du St.-Sépulchre, Luik (1966).
- Z.M. Marthe (Renée Degand, 1915-2009): schilderkunst, glaskunst: bijv. de reeks Benedicte (1958) in de Kerk van de Verrezen Christus, Turnhout en het Verrijzenisglasraam van de kloosterkerk in Bilzen (vermoedelijk jaren 1950).
- Z.M. Emmanuel (Simonne Gysbrechts, 1940-1979): schilderkunst, lithografie, keramiek.